# مضمار ايزو
ايزو فيلودروم أو مضمار إزو (اليابانية 伊豆ベロドローム Izu Berodorōmu) هي قاعة مع فيلودروم في إزو اليابانية وهي جزء من مركز اليابان للدراجات الرياضية.
يعد المضمار هو الأول في اليابان الذي يلبي معايير الاتحاد الدولي لركوب الدراجات لإجراء المسابقات الدولية. يبلغ طوله 250 متراً ويتكون سطحه من الخشب. تم تصميم القاعة من قبل شركة الهندسة المعمارية الأمريكية Gensler Architects ؛ قام المهندس المعماري الألماني رالف شورمان من مونستر بتخطيط المسار وتنفيذ بناء المضمار. تم تغطية التكاليف جزئيًا من خلال مشروع اللوحة التذكارية، حيث تمكن حوالي 2000 شخص من تخليد أنفسهم على حائط باسمهم مقابل رسوم. يمكن أيضًا استخدام الجزء الداخلي من المسار لرياضات أخرى.
افتتح في 29 أكتوبر 2011 مع سباق من الدرجة الأولى. كان من بين المبتدئين السائقين البارزين مثل Theo Bos وElia Viviani وNicole Cooke.
يقع المركز العالمي لركوب الدراجات UCI أيضًا في القاعة، بالتعاون مع اللجنة الأولمبية اليابانية وجمعية كيرين اليابانية والاتحاد الياباني للدراجات . ومنذ ذلك الحين، تم تدريب حوالي 800 رياضي من 22 جمعية وطنية مختلفة في آسيا.
هناك 45 مسارًا للدراجات في اليابان، لكنها تخدم المسابقات في كيرين بأطوال 333 أو 400 أو 500 متر ولا يبلغ طولها الدولي المعتاد 250 مترًا. جميع الممرات مفتوحة باستثناء ثلاثة، ولها سطح من الأسفلت.
بالنسبة للألعاب الأولمبية لعام 2020 في طوكيو ، كان من المخطط في البداية بناء مضمار دراجات متنقل في أرياك (ولاية طوكيو). الا انه ومن حيث الاستدامة وخفض التكاليف، وافقت اللجنة الأولمبية الدولية في ديسمبر 2015 على إقامة مسابقات لركوب الدراجات في مضمار إزو ، على بعد 120 كيلومترًا من طوكيو.

## صالة عرض

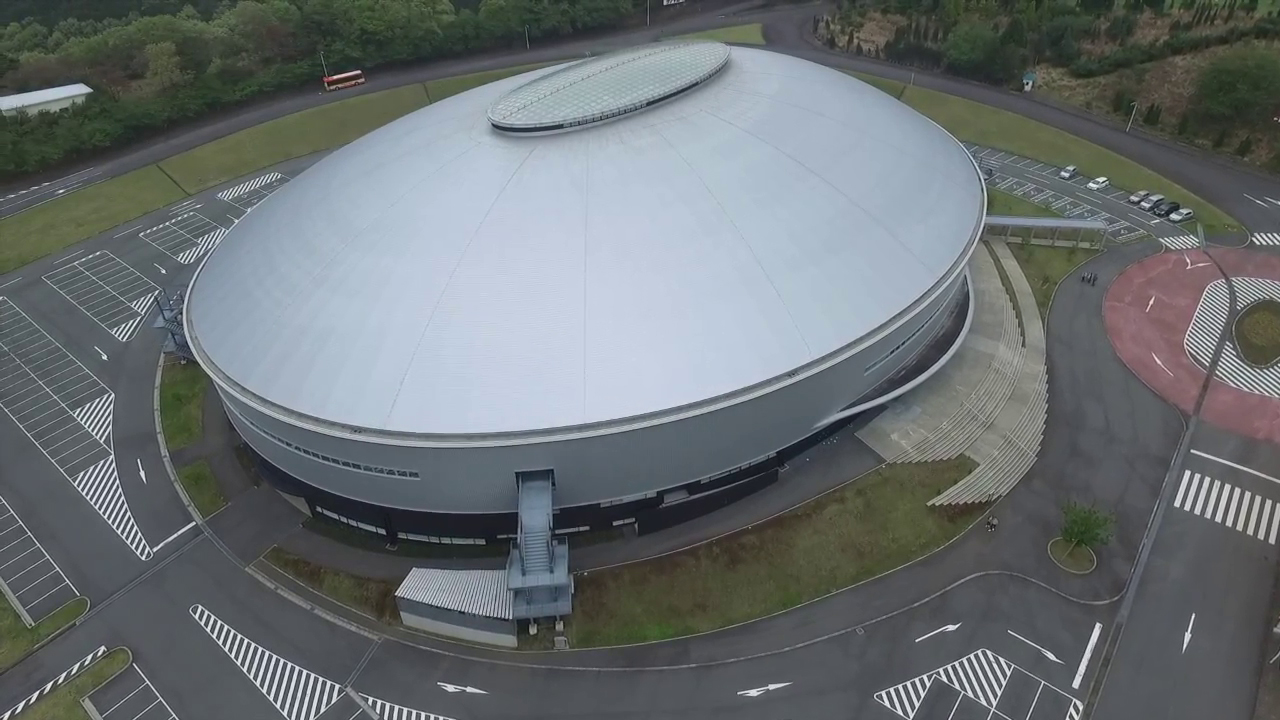
عرض جوي
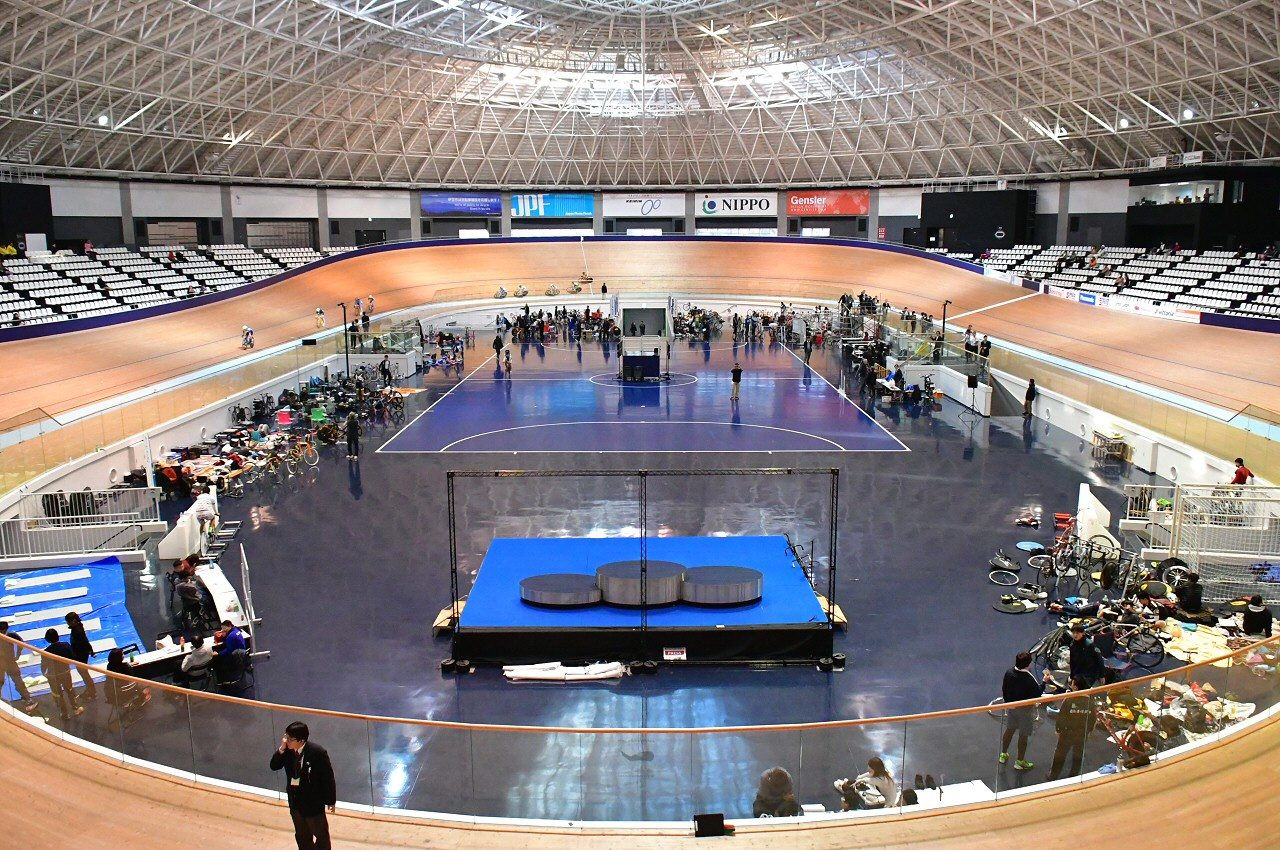
الفراغ الداخلي
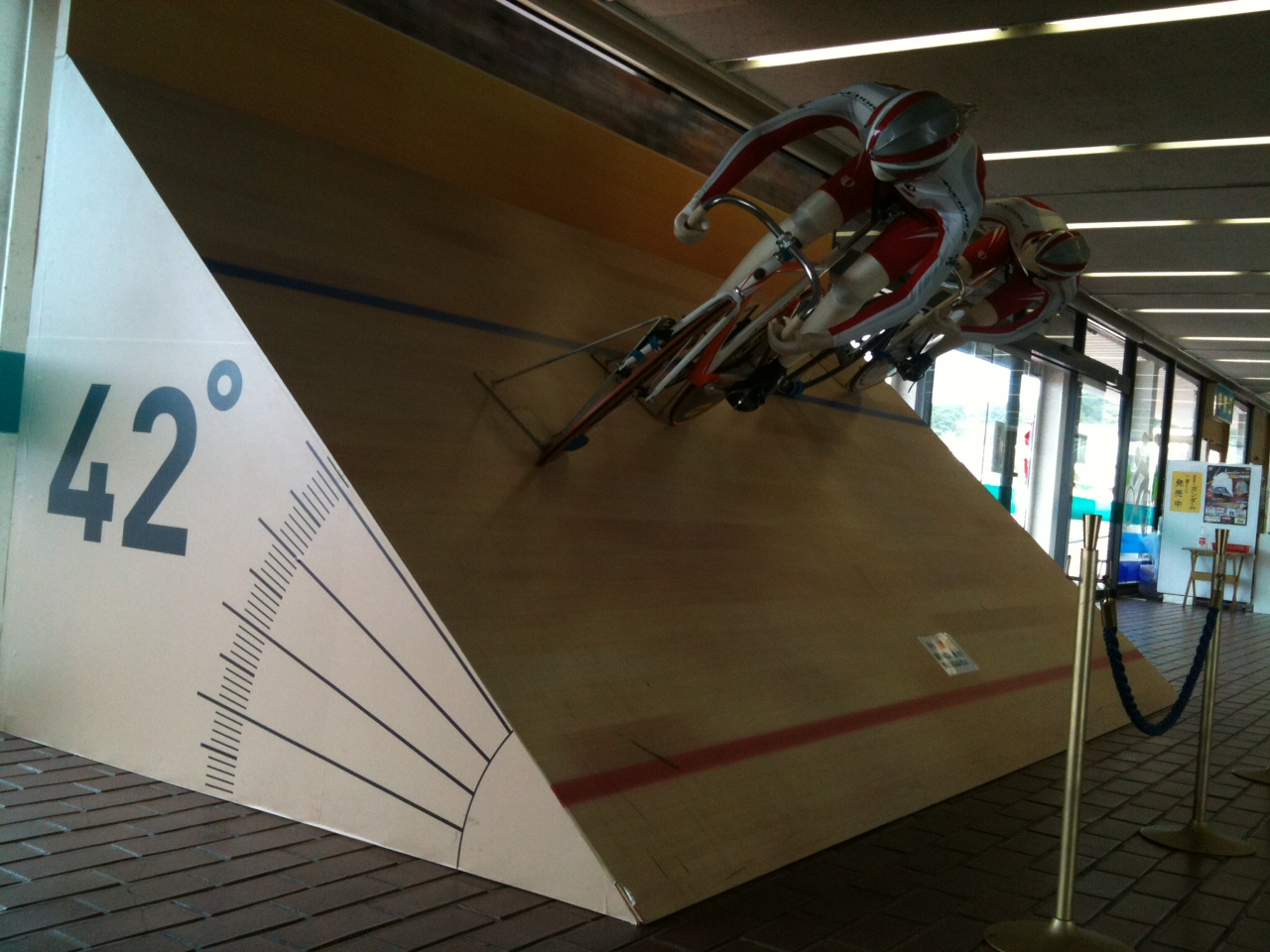
نموذج مسار الدورة

## روابط إنترنت
- حوار جينسلر 23، 2013: Izu Velodrome

## دليل فردي
1. ↑  Daniel Benson (31 Aug 2011). "Japan ready to open first indoor velodrome". Cyclingnews (بالإنجليزية). Retrieved 2016-01-24.
2. ↑  "IOC approves switch of cycling venues for 2020 Tokyo Olympics". The Japan Times (بالإنجليزية). 9 Dec 2015. Retrieved 2016-01-24.